# Warren Smith (jazzmuzikant)
Warren Smith (Chicago, 13 mei 1934) is een Amerikaanse jazzpercussionist en -vibrafonist.

## Voorgeschiedenis
Warren Smith is afkomstig uit een muzikale familie. Zijn vader speelde saxofoon en klarinet bij Noble Sissle en Jimmy Noone, zijn moeder was harpspeelster en pianiste. Hij leerde vervolgens klarinet spelen bij zijn vader en studeerde daarna aan de Universiteit van Illinois, waar hij in 1957 afstudeerde. In 1958 verwierf hij de mastertitel in percussie aan de Manhattan School of Music. 

## Carrière
In 1957 werkte hij met Miles Davis als vibrafonist en speelde daarna in 1958 in een Broadway-band in New York, verder met Gil Evans. In 1961 was hij medeoprichter van het Composers Workshop Ensemble. Begin jaren 1960 werkte hij met Ken McIntyre en Charles Mingus (Town Hall Concert) en begeleidde hij Aretha Franklin, Nina Simone, Lloyd Price en Nat King Cole bij plaatopnamen. Bovendien speelde hij van 1964 tot 1976 in talrijke formaties met Sam Rivers en van 1968 tot 1976 in verschillende projecten van Gil Evans (Plays the Music of Jimi Hendrix & There Comes a Time).
In 1969 werkte hij met Janis Joplin, in 1971 met Tony Williams' formatie Lifetime. Smith was ook medeoprichter van het percussie-ensemble M'Boom van Max Roach (1970). Tijdens de jaren 1970 speelde hij met Andrew White, Julius Hemphill (Flat Out Jump Suite), Muhal Richard Abrams, Enrico Rava, George Russells New York Big Band, Nancy Wilson, Quincy Jones, Count Basie en Carmen McRae.
Naast zijn werk met pop- en rockmuzikanten werkte hij mee aan projecten van Anthony Braxton (Four (Ensemble) Compositions, 1992), Bill Dixon (17 Musicians in Search of a Sound: Darfur), Henry Threadgill, Van Morrison en Joe Zawinul. Tijdens de jaren 1970 en 1980 leidde Warren de studio Studio Wis, waarin hij werkte met jongere New Yorkse muzikanten als Wadada Leo Smith en Oliver Lake. Tijdens de jaren 1990 speelde hij weer in Broadway-bands en trad hij op met ensembles van de klassieke muziek en met het Untempered Ensemble van Bill Cole. Hij gaf les aan openbare scholen in New York van 1958 tot 1968, Third Street Settlement van 1960 tot 1967, aan de Adelphi University 1970–71 en aan de SUNY-Old Westbury vanaf 1971.

## Discografie
- 1979: Warren Smith and Masami Nakagawa (RCA Records)
- 1979: Warren Smith and Toki (RCA Records)
- 1995: Warren Smith and the Composer's Workshop Ensemble (Claves)
- 1998: Cats Are Stealing My - -  (Mapleshade Records)
- 2007: Natural/Cultural Forces (Engine Records)
- 2017: Andrew Lamb/Warren Smith/Arkadijus Gotesmanas: The Sea of Modicum (No Business)

- Bibliothèque nationale de France: cb13943940d (data)
- Gemeinsame Normdatei: 134524780
- International Standard Name Identifier: 0000 0001 2018 3594
- Library of Congress Control Number: n82054461
- MusicBrainz: 534bbfeb-96b7-4e6b-ae0a-ca10cda688ce
- SNAC: w65n95h4
- Système universitaire de documentation: 156657821
- Virtual International Authority File: 77656855
- WorldCat: E39PBJj8Kt8Mjk69XXgy8WVgrq